# Horst Szymaniak
Horst Szymaniak (29. august 1934 – 9. oktober 2009) er en tidligere tysk fodboldspiller (midtbane).
Af hans klubber kan blandt andet nævnes Wuppertal og Karlsruhe i hjemlandet samt italienske Catania og Inter. Med Inter var han i 1964 med til at vinde Mesterholdenes Europa Cup.
Szymaniak spillede desuden 43 kampe og scorede to mål for det vesttyske landshold. Han deltog for sit land ved både VM i 1958 i Sverige og VM i 1962 i Chile.

## Titler
Mesterholdenes Europa Cup
- 1964 med Inter Milan